# Marcia Fudge
Marcia Louise Fudge (Cleveland, 29 de outubro de 1952) é uma política americana que serviu como Secretária da Habitação e Desenvolvimento Urbano no governo Joe Biden de 2021 a 2024. Ele serviu ainda como Representante dos EUA no 11º distrito congressional de Ohio de 2008 a 2021. Membra do Partido Democrata, ela venceu a eleição especial de 2008 sem contestação, sucedendo Stephanie Tubbs Jones, que morreu ainda em funções. O presidente eleito Joe Biden nomeou Fudge como chefe do Departamento de Habitação e Desenvolvimento Urbano dos Estados Unidos no próximo governo Biden. Ela foi confirmada pelo senado em 10 de março de 2021.

## Juventude, educação e início de carreira
Fudge nasceu em Cleveland, Ohio a 29 de outubro de 1952. Graduou-se em 1971 pela Shaker Heights High School, recebeu o seu bacharelado em negócios pela Ohio State University em 1975. Em 1983, ela obteve o título de Juris Doctor pela Cleveland State University Cleveland-Marshall College of Law .
Imediatamente após a faculdade, ela trabalhou como escrivã e estudou pesquisa jurídica. Ela também trabalhou na promotoria do condado de Cuyahoga como Diretora de Orçamento e Finanças. Fudge também trabalhou como auditora para o departamento de impostos imobiliários e ocasionalmente serviu como juiz visitante.

## Vida privada
Fudge foi presidente da irmandade Delta Sigma Theta , atuando de 1996 a 2000, e é co-presidente da Comissão Nacional de Ação Social da irmandade. Em 2003, ela foi membro da classe Hall of Fame da Shaker Heights Alumni Association.
Fudge foi membro da Igreja de Deus de Glenville, e agora é membro da Igreja Batista Zion Chapel.
Em 2015, Fudge escreveu uma carta pedindo clemência pela condenação de Lance Mason. Fudge descreveu Mason como "gentil" e escreveu que "Lance [...] me garantiu que algo assim nunca acontecerá novamente." Mason posteriormente atacou e matou sua (agora) ex-esposa, em 2018, esfaqueando-a 59 vezes. Após o ataque, Fudge divulgou um comunicado dizendo que condenava os crimes cometidos por Mason. Ela disse que seu apoio a Mason em 2015 foi baseado na pessoa que ela conhecia por quase 30 anos, escrevendo que "a pessoa que cometeu esses crimes não é o Lance Mason familiar para mim."